# A doua invazie
A doua invazie (în engleză Arrival II sau The Second Arrival) este un film științifico-fantastic direct-pe-video din 1998 care a fost regizat de Kevin S. Tenney după un scenariu de Mark David Perry. În rolurile principale au interpretat actorii Patrick Muldoon, Jane Sibbett, Michael Sarrazin și Catherine Blythe. Este continuarea filmului Mesaj din spațiu din 1996.
A fost distribuit de Artisan Entertainment. Coloana sonoră a fost compusă de Ned Bouhalassa. Cheltuielile de producție s-au ridicat la 12 milioane $ .

## Rezumat
A doua invazie are loc la doi ani după primul film. Zane Zaminski (protagonistul din Mesaj din spațiu) este găsit mort într-o comunitate îndepărtată de eschimoși. Se presupune că a murit în urma unui infarct. Se crede că semnalul transmis lumii despre extratereștri a fost o farsă OZN datorită demiterii sale de la NASA (aceasta în ciuda faptului că Pământul a continuat să aibă temperaturi record). Pe măsură ce moartea sa este anunțată la televizor, cinci persoane primesc plicuri cu detalii despre o invazie extraterestră. Acest grup format din cinci oameni este format din trei oameni de știință, fratele vitreg al lui Zane, Jack Addison (un expert în calculatoare pe care nu l-a văzut de șapte ani) și o reporteriță pe nume Bridget Riordan. Aceștia primesc informații scrise despre încălzirea globală și despre extratereștrii care transformă Pământul într-o planetă fierbinte, ca propria lor lume aflată acum pe moarte.  

## Distribuție
Au interpretat actorii:
- Patrick Muldoon - Jack Addison
- Jane Sibbett - Bridget Riordan
- Catherine Blythe - Sandra Wolfe
- Michael Sarrazin - Profesor Nelson Zarcoff
- Larry Day - Burke
- Mike Scherer - Wotan
- Steve Adams - Dave Cyrus
- Emidio Michetti - Trevor Anguilar
- Stéphane Blanchette - Tom Billings
- David Nerman - Bridget's Newspaper Editor